# Sakkākī
Sakkākī (persisch سكاكى) war ein früher Tschagatai-Dichter, der als Hofpoet um 1400 in Transoxanien wirkte. Seine Förderer waren, wie aus den Widmungen seiner Kasiden hervorgeht, unter anderem die in Samarkand residierenden Timuridenherrscher Chalīl Sulṭān (reg. 1405–09) und Ulugh Beg (reg. 1409–49). Fast alle Informationen über Sakkākī stammen aus den Madschālis an-nafāʾis und der Muḥākamat al-lughatain des Dichters Nawāʾi, der von Sakkākīs Talent allerdings nicht viel hielt, obwohl dieser in Samarkand recht beliebt war.
Von Sakkākīs Diwan hat sich nur eine einzige unvollständige Kopie in der British Library erhalten (Or. 2079). Drei seiner Ghazale finden sich jedoch in einem Manuskript der Istanbuler Ayasofya-Bibliothek (Nr. 4757) und auch diverse Tschagatai-Wörterbücher enthalten einzelne seiner Verse als Zitate. Sakkākīs türkische Dichtung steht in einer direkten Wechselbeziehung zu der Lutfīs, dem er vorgeworfen hatte, seine besten Verse von ihm gestohlen zu haben.